# 米格-1戰鬥機
米格-1（俄語：Микоян-Гуревич МиГ-1）是由米格設計局研製出來的第一款飛機。米格設計局由米高揚和格列戈維奇兩人共同創立，「米格」正是把兩人姓氏縮寫加在一起。
米格-1原名為I-200，它原是波利卡波夫設計局的飛機，因為米格設計局就是從那裡獨立出來的，I-200正是要取代由波利卡波夫設計局的I-15和I-16，1940年4月5日，I-200試飛成功，由於當時蘇聯戰鬥機的命名方式改變，I-200改名為米格-1。

## 基本資料
- 乘員:1人
- 全長:8.16米
- 翼展:10.2米
- 全高:2.62米
- 空重:2,602公斤
- 載重:3,099公斤
- 最快速度:657公里/小時
- 航程:580公里
- 昇限:12,000米
- 發動機:一具水冷式發動機(1,350匹馬力)
- 武裝:2支7.62毫米口徑機槍+1支12.7毫米口徑機槍

## 設計特點
米格-1的設計重點是高空高速，以細小的機身去配合那個當時算是大馬力的AM-35A水冷式發動機，因此全機都好像是圍繞著發動機去設計，它在6000米高空達到657公里/小時，原設計的目標是達到了，可是米格-1卻有著其他缺點，由於要達致高速而採用高翼載設計，從而引致米格-1的機動性差，散熱器在駕駛艙正下方而令駕駛艙溫度過高，座艙蓋設計有問題，一旦合上就不易打開，不利飛行員跳傘逃生，米格-1最大的問題是重心偏後，從而導致滾轉率和穩定性不足，還有由於機身較小而不可放入太多燃料但卻要供應大馬力發動機，故米格-1航程短，這些各種問題令米格-1生產量不多，很快改為生產其改良型米格-3。

### 米高揚設計序列
- 螺旋槳式飛機

米格-1 | 米格-3 | 米格-5 | 米格-7
- 噴氣式飛機

米格-9 | 米格-13 | 米格-15 | 米格-17 | 米格-19 | 米格-21 | 米格-23 | 米格-25 | 米格-27 | 米格-29 | 米格-31 | 米格-33 | 米格-35 | 米格1.44

## 外部連結
- 米格的天空 （页面存档备份，存于）